# Ksawery Sporzyński

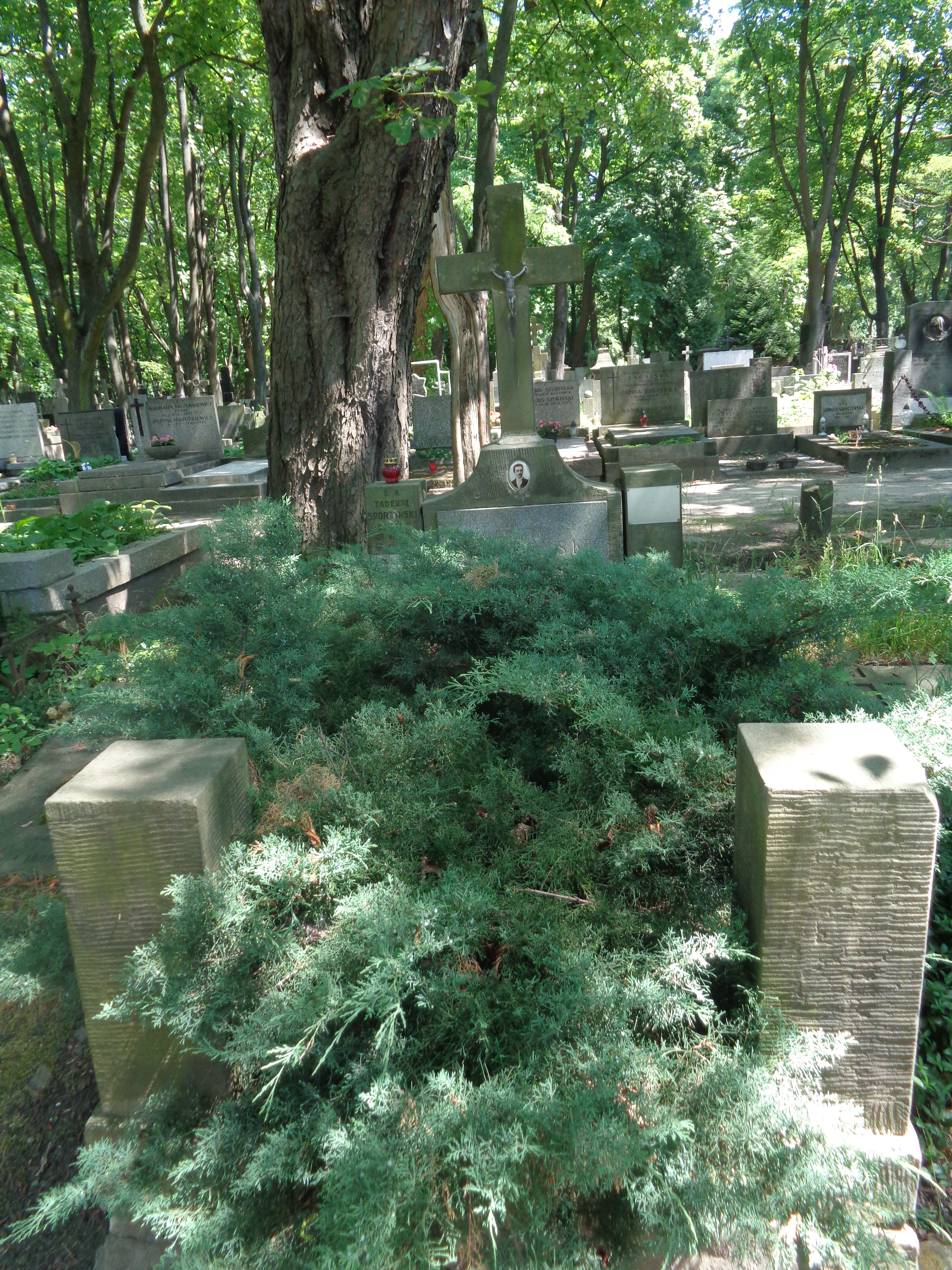
Grób Ksawerego Sporzyńskiego na cmentarzu Powązkowskim

Ksawery Sporzyński (ur. 3 grudnia 1863 w Warszawie, zm. 11 lipca 1922 tamże) – nauczyciel, podróżnik, popularyzator wiedzy przyrodniczej i technicznej, autor podręczników szkolnych. Był synem Marcina Jana, warszawskiego urzędnika, i Aleksandry z Mińskich. 
Dzieciństwo spędził rodzinnym majątku Krasew na Podlasiu. Następnie uczył się w III Gimnazjum w Warszawie. Studia przyrodnicze na Wydziale Fizyczno-Matematycznym Uniwersytetu Warszawskiego, które połączył ze studiami w klasie wiolonczeli w Konserwatorium Warszawskim. Od r. 1890 uczył fizyki i chemii w szkołach Cecylii Plater-Zyberkówny, Gimnazjum Wojciecha Górskiego w Warszawie i im. Tomasza Niklewskiego, jednocześnie pracując na Uniwersytecie.
W 1893 r. uczestnik Wszechświatowej Wystawy w Chicago. Podróżował na Islandię dla przeprowadzenia badań nad gejzerami. Od r. 1896 przez kilka lat wyjeżdżał do północnej Norwegii (m.in. wyspy Lofoty i Przylądek Północny), gdzie obserwował zorzę polarną, a także zjawisko całkowitego zaćmienia słońca. Wreszcie w r. 1902, delegowany został w czerwcu na Martynikę, gdzie prowadził obserwacje i badania wulkanologiczne.
Wygłaszał wiele odczytów na temat swych podróży, a także z zakresu zagadnień przyrodniczo-technicznych, ilustrowanych własnymi zdjęciami i rysunkami wyświetlanymi przy pomocy epidiaskopu. 
W 1893-1901 redagował dział przyrodniczo-techniczny Podręcznej encyklopedii powszechnej Adama Wiślickiego. Był autorem haseł do Wielkiej encyklopedii powszechnej ilustrowanej (W. 1890-1914). Opublikował kilka prac popularnonaukowych, m.in. Podręcznik dla fotografa-amatora (1892), Z ostatniej doby wulkanizmu (1903), Dziwy elektryczności (1904).
Pochowany na Starych Powązkach w Warszawie (kwatera 79-2-8).